# 即使恨也要再愛一次
《即使恨也要再愛一次》（韓語：미워도 다시 한 번 2009），是韓國KBS於2009年2月4日起播放的水木連續劇。

## 演員陣容

### 主要人物
- 崔明吉 飾 韓明仁

53歲，明真集團MIR百貨會長，明真集團的小女兒。
- 朴相元 飾 李正熏

56歲，明真集團MIR百貨副會長，明仁的丈夫。
- 錢忍和 飾 殷蕙廷

54歲，電影演員，正熏的外遇對象。
- 朴藝珍 飾 崔允熙

28歲，KBN九點新聞主播，有著踏入政治圈的野心。
- 鄭糠雲 飾 李民秀

30歲，明真集團MIR百貨宣傳室長，明仁與初戀產下的私生子，是個自負又叛逆的花花公子。

### 其他人物
- 朱鉉 飾 崔成國

允熙的父親，有著釜山的洪秀煥此一名號。
- 金容琳 飾 黃寶善

正熏的寡母，當年強烈反對正熏與蕙廷，渴望兒子能攀附明仁改變人生。
- 吳美燕（朝鲜语：오미연） 飾 殷惠淑

蕙廷的姊姊兼經紀人，無法認同蕙廷與正熏的關係。
- 李美英 飾 朴宣玉

離婚後，投靠姐夫成國，並協助將允熙與在尚扶養成人。
- 鮮在德 飾 金侑碩

明仁的初戀，民秀的生父，在一場意外中倖存。
- 金在萬（朝鲜语：김재만）

- 秋憲曄（朝鲜语：추헌엽） 飾 金昌賢

允熙的大學同窗，明真集團宣傳組職員。
- 李元宰（朝鲜语：이원재 (1978년 1월)）

- 金寶强（朝鲜语：김보강） 飾 崔在相

身高183公分的帥哥，有著吸引女人的魅力，戀上秀真。
- 韓藝仁 飾 殷秀真

正熏與蕙廷的女兒，大醬女。
- 金美羅（朝鲜语：김미라） 飾 李室長

明仁的秘書室長
- 玄淑熙（朝鲜语：현숙희） 飾 安東嬸

明仁家中的管家
- 孫鍾範（朝鲜语：손종범） 飾 朴室長

正熏的秘書室長
- 柳惠利 飾 表世琳

在清潭洞經營著一間酒吧，與民秀是忘年之交。
- 朴英知（朝鲜语：박영지） 飾演 姜萬燮

與允熙出身自同一間電視台的前輩，現為國會議員。
- 李施昤 飾 孫貞花

民秀的戀人
- 盧永國（朝鲜语：노영국） 飾 朴容秀

- 金允慶 飾 高美善

## 記事
- 該劇原定接檔《回來的大醬湯鍋》，作為一齣KBS 2TV日日連續劇，訂定於2008年9月中旬開拍，同年10月首播[1]，但因該時段收視長期低迷，KBS臨時決定廢止此一時段[2]。礙於該劇已經完成了5集，且拍攝了7至8集的場景，因此電視劇企劃並未遭到棄置，不過拍攝已於10月3日中斷[2][3]。
- 該劇原企劃為水木劇，但應KBS的要求，製作公司GnG Production改以120集長的日日劇規格投入製作[4][5]。在日日劇時段遭到廢止後，KBS決議將該劇移動回水木劇檔期，因此製作公司進行重新編製，改回24集長的劇集[4][5]。
- 由於日日劇的主要收視年齡層為40到60多歲，與水木劇的主要收視年齡層30到40多歲有所差距，因此劇集勢必重新選角。[4]與金宗昌導演繼《幸福的女人》後再度合作的鄭糠雲[1][3][6]，同女主角崔明吉[2][3][6]是自日日劇企劃便參與演出的演員，分別飾演李民秀與韓明仁。原預定於日日劇中飾演李正熏、殷蕙廷與崔允熙的盧永國（朝鲜语：노영국）[2]、金甫娟與吳知恩[7]，則重新選角改由朴相元、錢忍和與朴藝珍飾演[5][6]。
- 其他原預計參與日日劇演出的演員有：飾演允熙的姊姊崔尚熙的高恩美[8][9]，飾演尚熙的老友劉浩的李元宰（朝鲜语：이원재 (1978년 1월)）[9]，以及飾演單身爸爸金昌賢的崔在元（朝鲜语：최재원 (배우)）[9]。前兩名角色於水木劇中被刪除，金昌賢則改由秋憲曄（朝鲜语：추헌엽）飾演。
- 原定擔綱主要演員的高恩美與盧永國，同鄭糠雲、李美英以及李施昤於2009年8月參演了GnG Production的下一部作品《愛你千萬次》。李元宰與崔在元則在十年後，和崔明吉於同樣由GnG Production製作的《我世上最漂亮的女兒》中合作。

## 外部連結
- Daum上《即使恨也要再愛一次》的資料

| KBS 水木劇                                         | KBS 水木劇                                          | KBS 水木劇 |
| -------------------------------------------------- | --------------------------------------------------- | ---------- |
|                                                    | 即使恨也要再愛一次 （2009年2月4日 - 2009年4月23日） |            |
| 京淑與京淑的父親 （2009年1月21日 - 2009年1月29日） | 傻瓜 （2009年4月29日 - 2009年6月18日）              |            |

| 臺灣 東森綜合台 星期一至五 20:00 - 22:00 · 10月29日 20:00 - 21:00 | 臺灣 東森綜合台 星期一至五 20:00 - 22:00 · 10月29日 20:00 - 21:00 | 臺灣 東森綜合台 星期一至五 20:00 - 22:00 · 10月29日 20:00 - 21:00 |
| ----------------------------------------------------------------- | ----------------------------------------------------------------- | ----------------------------------------------------------------- |
|                                                                   | 誘惑的人生 （2009年10月6日 - 2009年10月29日）                     |                                                                   |
| 愛上醜八怪 （2009年9月17日 - 2009年10月6日）                      | 幸福的背後 （2009年10月29日 - 2010年1月7日）                      |                                                                   |